# Estrée-Blanche
Estrée-Blanche és un municipi francès situat al departament del Pas de Calais i a la regió dels Alts de França. L'any 2007 tenia 919 habitants.

## Demografia

### Població
El 2007 la població de fet d'Estrée-Blanche era de 919 persones. Hi havia 359 famílies de les quals 106 eren unipersonals (47 homes vivint sols i 59 dones vivint soles), 91 parelles sense fills, 134 parelles amb fills i 28 famílies monoparentals amb fills.
La població ha evolucionat segons el següent gràfic:
Habitants censats

### Habitatges
El 2007 hi havia 402 habitatges, 366 eren l'habitatge principal de la família, 7 eren segones residències i 29 estaven desocupats. 399 eren cases i 3 eren apartaments. Dels 366 habitatges principals, 270 estaven ocupats pels seus propietaris, 88 estaven llogats i ocupats pels llogaters i 8 estaven cedits a títol gratuït; 6 tenien dues cambres, 33 en tenien tres, 141 en tenien quatre i 186 en tenien cinc o més. 192 habitatges disposaven pel capbaix d'una plaça de pàrquing. A 162 habitatges hi havia un automòbil i a 132 n'hi havia dos o més.

### Piràmide de població
La piràmide de població per edats i sexe el 2009 era:
| Homes | Edats   | Dones |
| ----- | ------- | ----- |
| 0     | 95 o +  | 4     |
| 0     | 90 a 94 | 4     |
| 0     | 85 a 89 | 12    |
| 0     | 80 a 84 | 12    |
| 20    | 75 a 79 | 28    |
| 12    | 70 a 74 | 40    |
| 24    | 65 a 69 | 28    |
| 12    | 60 a 64 | 28    |
| 24    | 55 a 59 | 20    |
| 32    | 50 a 54 | 44    |
| 40    | 45 a 49 | 40    |
| 24    | 40 a 44 | 28    |
| 28    | 35 a 39 | 12    |
| 28    | 30 a 34 | 36    |
| 32    | 25 a 29 | 20    |
| 36    | 20 a 24 | 24    |
| 48    | 15 a 19 | 36    |
| 24    | 10 a 14 | 28    |
| 48    | 5 a 9   | 20    |
| 20    | 0 a 4   | 24    |

## Economia
El 2007 la població en edat de treballar era de 580 persones, 372 eren actives i 208 eren inactives. De les 372 persones actives 306 estaven ocupades (187 homes i 119 dones) i 65 estaven aturades (37 homes i 28 dones). De les 208 persones inactives 58 estaven jubilades, 50 estaven estudiant i 100 estaven classificades com a «altres inactius».

### Ingressos
El 2009 a Estrée-Blanche hi havia 369 unitats fiscals que integraven 937 persones, la mediana anual d'ingressos fiscals per persona era de 12.097 €.

### Activitats econòmiques
Dels 34 establiments que hi havia el 2007, 2 eren d'empreses alimentàries, 1 d'una empresa de fabricació d'altres productes industrials, 3 d'empreses de construcció, 10 d'empreses de comerç i reparació d'automòbils, 2 d'empreses de transport, 1 d'una empresa d'hostatgeria i restauració, 1 d'una empresa immobiliària, 2 d'empreses de serveis, 9 d'entitats de l'administració pública i 3 d'empreses classificades com a «altres activitats de serveis».
Dels 8 establiments de servei als particulars que hi havia el 2009, 1 era una oficina de correu, 1 funerària, 1 taller de reparació d'automòbils i de material agrícola, 1 autoescola, 1 fusteria, 2 lampisteries i 1 perruqueria.
Dels 5 establiments comercials que hi havia el 2009, 1 era un hipermercat, 1 una botiga de menys de 120 m², 1 una fleca i 2 floristeries.
L'any 2000 a Estrée-Blanche hi havia 5 explotacions agrícoles que ocupaven un total de 305 hectàrees.

## Equipaments sanitaris i escolars
L'únic equipament sanitari que hi havia el 2009 era una farmàcia.
El 2009 hi havia 1 escola maternal i 1 escola elemental.

## Poblacions més properes
El següent diagrama mostra les poblacions més properes.